# Galium innocuum
Galium innocuum är en måreväxtart som beskrevs av Friedrich Anton Wilhelm Miquel. Galium innocuum ingår i släktet måror, och familjen måreväxter. Inga underarter finns listade i Catalogue of Life.